# Lionnel Astier
Pour les articles homonymes, voir Astier.
Lionnel Astier, né le 31 octobre 1953 à Alès, est un auteur de théâtre, acteur et metteur en scène français.
Père des acteurs Alexandre et Simon Astier, il est surtout connu pour son rôle de Léodagan dans la série Kaamelott de son fils Alexandre sur M6, pour celui de Neil Mac Kormack dans la série télévisée Hero Corp diffusée sur France 4 et Game One, ainsi que pour son interprétation d'Angelo Batalla dans la série Alex Hugo diffusée depuis 2014 sur France Télévisions.

## Biographie
Lionnel Astier est né à Alès le 31 octobre 1953 et originaire de Saint-Julien-d'Arpaon, en Lozère, du côté de sa mère et de Châteauneuf-de-Randon, en Lozère également, du côté de son père.

### Carrière
Auteur et metteur en scène, Lionnel Astier a écrit une dizaine de pièces de théâtre et joué dans une soixantaine de pièces, classiques, modernes et comédies, dont Pourquoi j'ai jeté ma grand-mère dans le Vieux-Port au Théâtre national La Criée à Marseille en 2010. Il a joué dans plus de quatre-vingts téléfilms, dont L'attaque, Maigret, Nestor Burma, Mariage surprise, L'Instit, Gréco, Roméro et Juliette, PJ, Alex Hugo, Le sang de la vigne ou encore Louis la Brocante.
Il a tourné également pour le cinéma (Le bonheur sinon rien, Bienvenue à bord, Les Lyonnais, Le Fils à Jo, Le Dernier pour la route, Zone rouge et La Femme du cosmonaute entre autres). Il a également travaillé pour la radio.
De 2005 à 2009, il interprète le rôle de Léodagan dans la série humoristique de fantaisie historique Kaamelott diffusée sur M6, réalisée par son fils Alexandre puis, en 2019, dans le film Kaamelott : Premier Volet.
Il est interviewé par Christophe Chabert dans l'acte IV « Géopolitique du royaume » du film documentaire Aux Sources de Kaamelott réalisé entre 2006 et 2010 pour accompagner l'intégrale Les Six Livres des DVD de la série télévisée.
À partir de 2014, il rejoint le casting de la série Alex Hugo sur France 2. Il tient le rôle d'Angelo Batalla, coéquipier d'Alex Hugo au sein d'une police rurale. Il double le personnage de Zeus dans le jeu d'Ubisoft Immortals Fenyx Rising sorti en 2020.
En 2008 et 2009, une pièce écrite par Lionnel Astier, La Nuit des Camisards, est jouée à Saint-Jean du Gard. Cette pièce, qui raconte la montée de la colère qui précède le déclenchement du premier épisode de la révolte des camisards dans les Cévennes, en 1702, à savoir le meurtre de l'abbé du Chayla au Pont-de-Montvert, rencontre un grand succès auprès du public, ce qui conduit à la publication du texte en 2010 et lui vaut le prix du Cabri d'or, remis par l'Académie cévenole. L'écriture de cette pièce lui permet, selon sa propre expression, de prendre pleinement conscience de sa culture protestante.

## Vie privée
Lionnel Astier a deux fils de deux unions différentes, devenus également acteurs : Alexandre Astier avec Joëlle Sevilla et Simon Astier avec Josée Drevon.
Il a également été le compagnon de la comédienne Nathalie Grandhomme.
Il s'est marié à Vebron le 31 décembre 2017 à la chorégraphe Dominique Faguet.

## Filmographie

### Télévision

#### Téléfilms
- 1981 : La Ville noire de Jacques Tréfouël : Va-sans-peur
- 1981 : Le père Noël revient de guerre de Jacques Tréfouël : Tonton Henri
- 1981 : Le Pilon de James Thor
- 1982 : L’Épingle noire de Maurice Frydland
- 1985 : À nous les Beaux Dimanches de Robert Mazoyer
- 1985 : Le Collier de Velours de Jean Sagols
- 1988 : Un château au soleil de Robert Mazoyer
- 1989 : Manon Roland de Édouard Molinaro
- 1989 : Champagne Charlie (en) de Allan Eastman
- 1989 : Steffie ou la vie à mi-temps de Joël Séria
- 1990 : L'invité clandestin de Michel Mitrani
- 1991 : L'Héritière de Jean Sagols : Lebrun
- 1991 : L'Enveloppe de Yves Lafaye : Émilien Corderie
- 1991 : Le Piège de Serge Moati
- 1992 : Ma petite Mimi de Roger Kahane
- 1993 : Pris au Piège de Michel Favart : Le fils Pinelli
- 1993 : Assedicquement Vôtre de Maurice Frydland
- 1995 : Terres Gelées de Maurice Frydland : Gérard
- 1995 : Lettre Ouverte à Lili de Jean-Luc Trotignon : Instituteur
- 1995 : Danse avec la Vie de Michel Favart : Pédiatre
- 1997 : L'Empire du Taureau de Maurice Frydland : Le père de Mimine
- 2007 : Divine Émilie d'Arnaud Sélignac : Roi Stanislas
- 2007 : Mariage surprise de Arnaud Sélignac : Jean-Baptiste
- 2007 : La mort dans l'île de Philippe Setbon : Stany
- 2008 : A.D. La guerre de l'ombre de Laurence Katrian : Kerdjian
- 2008 : Roméro et Juliette de Wiliams Crépin : Jo l'anguille
- 2009 : Obsession(s) de Frédéric Tellier : Gravier
- 2009 : Pour ma fille de Claire de la Rochefoucault : Grégoire
- 2009 : L'École du pouvoir de Raoul Peck : Charrier
- 2009 : Quand vient la peur d'Élisabeth Rappeneau : Ian
- 2010 : Au bonheur des hommes de Vincent Monnet : François Carlier
- 2010 : À dix minutes de la plage de Stéphane Kappes : Manolo
- 2011 : L'attaque de Sylvain Saada : Bahktiar
- 2011 : Gérald K. Gérald d'Élisabeth Rappeneau : Gabriel Farfale
- 2013 : Le bonheur sinon rien de Régis Musset : Benoit Miller
- 2013 : Mortel été de Denis Malleval : Maxime Merrien
- 2014 : Le Voyage de Monsieur Perrichon d'Eric Lavaine : Commandant
- 2014 : La Clinique du Docteur Blanche de Sarah Lévy : Leuret
- 2015 : Les Fusillés de Philippe Triboit : René
- 2015 : Le Vagabond de la Baie de Somme de Claude-Michel Rome : Jean-Hugues de Wan
- 2016 : Mystère à l'Opéra de Léa Fazer : Inspecteur Alexandre Lerois
- 2017 : Quand je serai grande je te tuerai de Jean-Christophe Delpias : Paul Richer
- 2020 : Meurtres à Toulouse de Sylvie Ayme : Simon Keller
- 2020 : Les Ondes du souvenir de Sylvie Ayme : Robert Collart
- 2023 : La Belle Étincelle de Hervé Mimran : Gérard
- 2023 : À fleur de peau de Christian Bonnet : Antoine Serval
- 2023 : Meurtres à Montauban de Muriel Aubin : Jean Laborie
- 2024 : Les enragés d’Arbois de Laurence Katrian : Robert Villermoz
- 2024 : Panique au 31 de Gaël Leforestier : le père
- 2025 : Les Bodin's en folie : Jean-Noël Chartier, directeur des Folies Bergère.

#### Séries télévisées
- 1986 : Chahut-Bahut de Jean Sagols
- 1988 : Le Vent des moissons de Jean Sagols (mini-série)
- 1990 : Orages d'été de Jean Sagols (mini-série)
- 1991 : Les Cinq Dernières Minutes de Maurice Frydland : Lou (épisode Une mer bleue de sang)
- 1992 : Puissance 4 : Dufour (épisode Contrats sanglants)
- 1992 : Goals de Roger Kahane
- 1993 : Nestor Burma de Maurice Frydland : Leuvrais (épisode Du Rebecca rue des Rosiers)
- 1993 : Les Grandes Marées de Jean Sagols : Le commissaire (mini-série)
- 1994 : L'Instit de Michel Favart : Le cuisinier (épisode Tu m'avais promis)
- 1995 : Maigret de Pierre Granier-Deferre : Docteur Breton (épisode Maigret et la vente à la bougie)
- 1996 : Les Alsaciens ou les Deux Mathilde de Michel Favart (mini-série)
- 2000 : L'Instit de Pascale Dallet : M. Pelissier (épisode Ting Ting)
- 2000 : Julie Lescaut de Pascale Dallet : Marc Ravanelle (épisode Soupçon d'euthanasie)
- 2001 : Avocats et Associés d'Alexandre Pidoux : Elliot Passek (épisode (Presque) tout sur Robert)
- 2002 : Louis la Brocante de Patrick Marty : Le père de Sabine (épisode Louis et le secret de l'abbé Cyprien)
- 2005-2009 : Kaamelott d'Alexandre Astier : Léodagan, roi de Carmélide
- 2006 : PJ de Gérard Vergez : Lombard (épisode Stress)
- 2006 : Léa Parker de Bruno Gantillon : Éric Revel
- 2007 : Greco de Philippe Setbon : Servais Domeny (épisode Corps et âme)
- 2007 : Louis la Brocante de Patrick Marty : Alain Perrin (épisode Louis remonte le temps)
- 2008 : Engrenages de Pascal Chaumeil
- 2008 : Adresse inconnue d'Antonio Olivares : Victor Kaperski (épisode Rien ne sert de courir)
- 2009 : Ligne de feu : Renaud Burgess (saison 1)
- 2009-2017 : Hero Corp de Simon Astier : Neil Mac Kormack
- 2010 : La Loi selon Bartoli de Laurence Katrian : Jean-Marie Olmeta
- 2011 : Week-end chez les toquées : M. Primault (épisode Week-end en famille)
- 2011 : Le Sang de la vigne : Séverin (épisode La robe de Margaux)
- 2013 : Cherif de Vincent Giovanni : Gérard Ribot (épisode Les liens du sang)
- 2013 : Section de recherches : Serge Fauvel (saison 7, épisode 3 : Écart de conduite)
- 2014- 2023 : Alex Hugo de Pierre Isoard : Angelo Batalla
- 2014 : Scènes de ménages, prime-time L'Album de famille : père d'Emma, beau-père de Fabien
- 2014 : Jusqu'au dernier de François Velle : Magnier (mini-série)
- 2015 : Une chance de trop de François Velle : Pistillo (mini-série)
- 2015 : Parents mode d'emploi : Jean-Pierre
- 2015 : Caïn : Philippe Carlier (épisode Bijoux de famille)
- 2019 : Myster Mocky présente de Jean-Pierre Mocky (épisode Surexposé)
- 2021 - en cours : Je te promets d'Arnaud Sélignac et Renaud Bertrand : José (mini-série)
- 2021 : Mensonges de Lionel Bailliu et Stéphanie Murat : Guy Becker (mini-série)
- 2024 : Mercato de Simon Astier : Antoine Fauvart (épisode 6 : Un monde meilleur)
- 2025 : La Belle et le Boulanger d'Hervé Mimran
- 2025 : Le Fil d'Ariane de Jason Roffé : Gino Perez (épisode Ariane à la fête foraine)
- 2026 : Les Aventurières de Léa Fazer
- 2026 : Un crime (presque) parfait de Christophe Douchand

### Cinéma

#### Longs métrages
- 1980 : L'Empreinte des géants de Robert Enrico
- 1984 : Le Grand Pacifique de Daniel Donadel
- 1986 : Zone Rouge de Robert Enrico
- 1998 : La Femme du cosmonaute de Jacques Monnet : Léo Paquier
- 2007 : Détrompez-vous de Bruno Dega : entraîneur rugby
- 2009 : Le Dernier pour la route de Philippe Godeau : Jean-Marie
- 2010 : Opération 118 318, sévices clients de Julien Baillargeon : Segondas
- 2011 : Le Fils à Jo de Philippe Guillard : Bernard, le maire de Doumiac
- 2011 : Les Lyonnais d'Olivier Marchal : Dany Devedjian
- 2011 : Bienvenue à bord d'Éric Lavaine : le PDG Jérôme Berthelot
- 2013 : Paulette de Jérôme Enrico : Fred
- 2013 : 11.6 de Philippe Godeau : Capitaine PJ
- 2013 : Paris à tout prix de Reem Kherici : Le Consul de France au Maroc
- 2014 : Prêt à tout de Nicolas Cuche : Charles
- 2015 : Un village presque parfait de Stéphane Meunier : Yvon
- 2016 : Le Fantôme de Canterville de Yann Samuell : Alain
- 2017 : L'Embarras du choix d'Eric Lavaine : Richard
- 2017 : Jour J de Reem Kherici : Gérard
- 2021 : Kaamelott : Premier Volet d'Alexandre Astier : Léodagan de Carmélide, roi de Carmélide
- 2024 : La Gardav de Thomas et Dimitri Lemoine : Le Commissaire
- 2024 : Les Infaillibles de Frédéric Forestier : Franck Charrier
- 2025 : Kaamelott : Deuxième volet partie 1 d’Alexandre Astier : Léodagan, roi de Carmélide

#### Courts métrages
- 2001 : Un Soupçon Fondé sur Quelque Chose de Gras d'Alexandre Astier
- 2003 : Dies Irae d'Alexandre Astier : Léodagan
- 2007 : L'Astronaute de Christian Laurence
- 2011 : Quelques ecchymoses de Carl Lionnet : Roger
- 2021 : Bonjour, bonheur de Neil Astier et Achille de San Nicolas

#### Longs métrages d'animation
- 2014 : Astérix : Le Domaine des dieux : Cétautomatix
- 2018 : Astérix : Le Secret de la potion magique : Cétautomatix

## Théâtre

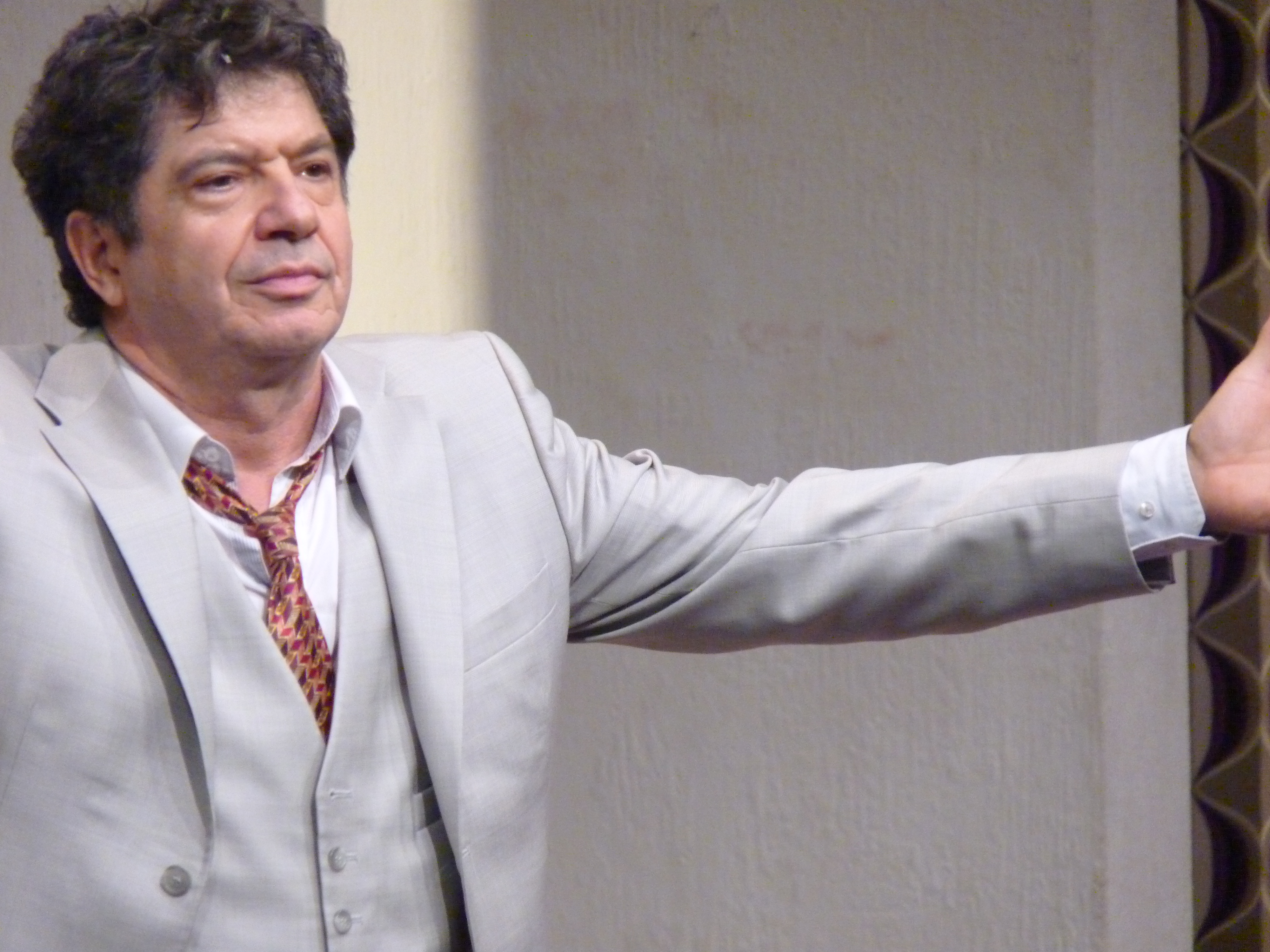
Lionnel Astier interprétant la pièce Pouic Pouic à Pontoise (Val-d'Oise) en janvier 2012.

- Les Huissiers (Michel Vinaver / Gilles Chavassieux) : NIEPCE[précision nécessaire]
- Comme nous avons été (Arthur Adamov / Gilles Chavassieux)[précision nécessaire]
- Les Retrouvailles (Arthur Adamov / Gilles Chavassieux)[précision nécessaire]
- Pol (Alain-Didier Weill / Gilles Chavassieux) : Le Commissaire[précision nécessaire]
- Aztèques (Michel Azama / Alain Mergnat) : Hernan Cortès[précision nécessaire]
- Jekyll, Solo Monstrueux n°2 (Robert Louis Stevenson adapt. Lionnel Astier) : solo[précision nécessaire]
- Frankenstein, Solo Monstrueux n°1 (Mary Shelley/ adapt. Lionnel Astier) : solo[précision nécessaire]
- Rencontre avec un Homme Remarquable, le Dr Frankenstein (Mary Shelley/ Lionnel Astier / Josée Drevon) : La Créature[précision nécessaire]
- Yvonne, Princesse de Bourgogne (W. Gombrowitz / Bruno Boëglin)[précision nécessaire]
- L'École des Femmes (Molière / Alain Mergnat) : Chrysalde[précision nécessaire]
- Black Belton is back, le Pharaon du Rock est de retour (Lionnel Astier / Philippe Tivillier) : Black Belton[précision nécessaire]
- 1973 :
  - Le Concile d'Amour (O. Panizza / Bruno Boëglin)
  - Dracula (Bram Stoker / Bruno Boëglin) : Jonathan Harker
- 1974 :
  - Le Barouff à Chioggia (Carlo Goldoni / Jean-Yves Picq) : Beppe
  - Comment Harponner le Requin (Victor Haïm / Philippe Clément) : Ludovic
- 1980 : Spartacus ( E. Kahane / Jacques Weber) : Ortalius
- 1982 : Ruy Blas (Victor Hugo / Alain Mergnat) : Don César de Bazan
- 1983 : La Tragédie du Vengeur (Cyril Tourneur / Alain Mergnat) : Vendice
- 1985 : Bérénice (Racine / Alain Mergnat) : Titus
- 1986 : La Ronde de sécurité (Arthur Schnitzler / Alain Mergnat) : Le Mari
- 1987 : L'École des femmes (Molière / Alain Mergnat)
- 1988 :
  - Créanciers (August Strindberg / Valentin Traversi : Adolphe/Musique originale de Jean Michel Cayre.
  - Permis de vivre (Abbé Pierre) : Père Carlos
  - Mort d’un Critique (Lionnel Astier) : solo
- 1989 : Le Marabout (Bruno Boeglin) : L'officier
- 1991 : La Mort de Danton (Georg Buchner / Jean-Vincent Brisa) : Danton
- 1992 :
  - La Tragédie de l'Athée (Cyril Tourneur / Matthew Jocelyn) : D'Amville'
  - Thérèse Raquin (Émile Zola - Philippe Faure) : Laurent
- 1995 : L’Argent (Serge Valletti / Gilbert Rouvière) : La Fricote
- 1996 :
  - En Cas de Meurtre (Joyce Carol Oates adapt. Jean-Claude Grumberg / Lucienne Hamon) : Le Présentateur
  - Dormez, je le veux ! (Georges Feydeau / Florence Giorgetti) : Dr. Valencourt
- 1997 : Les Sept petits chats (Nélson Rodriguez / Gilbert Rouvière) : Norohna
- 1998 :
  - Dormez, je le veux ! de Georges Feydeau, mise en scène Florence Giorgetti, Théâtre des Abbesses
  - Mon Royaume pour un Canal (Guy Vassal / Gilbert Rouvière) : Pierre-Paul Riquet
  - Trio en Éclats (Italo Svevo / Florence Giorgetti) : Le Mari
- 2000 :
  - Colline (Jean Giono / Gilbert Rouvière) : solo
  - Nightingale (Timberlake Wertenbaker / Matthew Jocelyn) : Téréus
  - Pourquoi j'ai jeté ma grand-mère dans le Vieux-Port (Serge Valletti / Gilbert Rouvière) : solo
- 2001 :
  - Dom Juan (Molière / Gilbert Rouvière) : Sganarelle
  - L'Annonce faite à Marie (Paul Claudel / Matthew Jocelyn) : Anne Vercors
  - L’Étrange assistant du Dr Lanyon (Alexandre Astier) : Dr Lanyon
- 2003 :
  - La Belle Éveillée (Gilbert Rouvière) : Juan el Cojo
  - Vestido de luces (Lionnel Astier / Gilbert Rouvière) : Juan el Cojo
- 2004 :
  - Dans l’intérêt du pays (T. Wertenbaker / M. Jocelyn) : Arthur Philip & John Arscot
  - Oncle Vania (Anton Tchekhov / Jean Maisonnave) : Astrov
- 2006 :
  - Le Mariage de Figaro (Beaumarchais / Gilbert Rouvière) : le Comte Almaviva
  - Arnaque, cocaïne et bricolage : (Mohamed Rouabi / Clotilde Moynot) : Jo
- 2010 : Pourquoi j'ai jeté ma grand-mère dans le Vieux-Port[7] : (Serge Valletti et Gilbert Rouvière) : solo
- 2011 / 2012 / 2013 :
  - Pouic-Pouic de Jean Girault et Jacques Vilfrid (coadaptation Lionnel Astier), Théâtre des Bouffes Parisiens, Théâtre du Gymnase Marie Bell, tournée : Léonard Monestier
- 2017 : Comme s'il en pleuvait de Sébastien Thiéry, mise en scène Jean-Luc Revol, Théâtre Tête d'Or, tournée
- 2018 : Deux mensonges et une vérité de Sébastien Blanc et Nicolas Poiret, mise en scène Jean-Luc Moreau, Théâtre Rive Gauche
- 2020 : Le Muguet de Noël de Sébastien Blanc et Nicolas Poiret, mise en scène Jean-Luc Moreau, théâtre Montparnasse

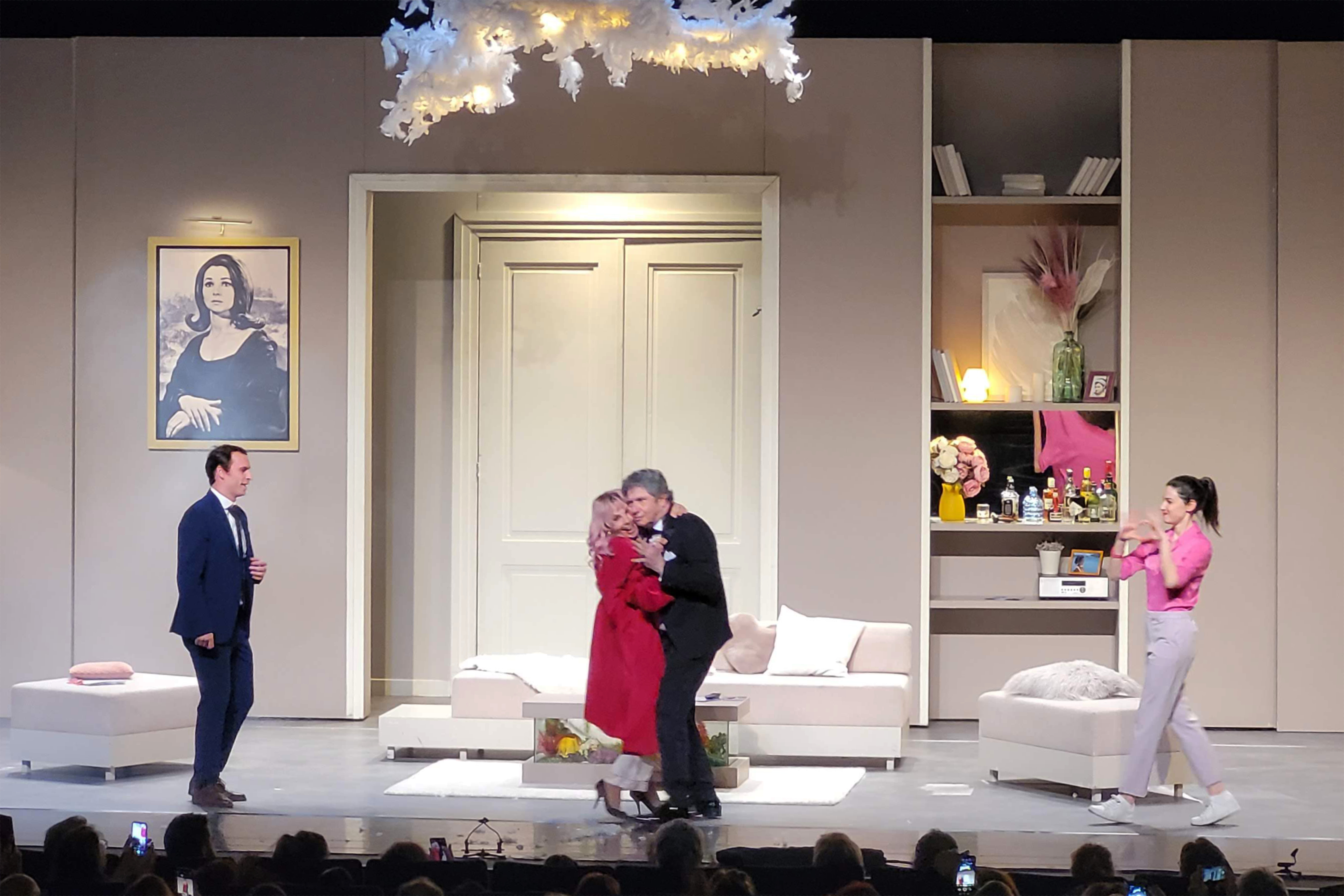
De gauche à droite : Axel Huet, Victoria Abril, Lionnel Astier et Jade-Rose Parker dans Drôle de genre au théâtre de Longjumeau.

- 2022 : Drôle de genre de Jade-Rose Parker, mise en scène Jérémie Lippmann, théâtre de la Renaissance

### Écriture et mise en scène

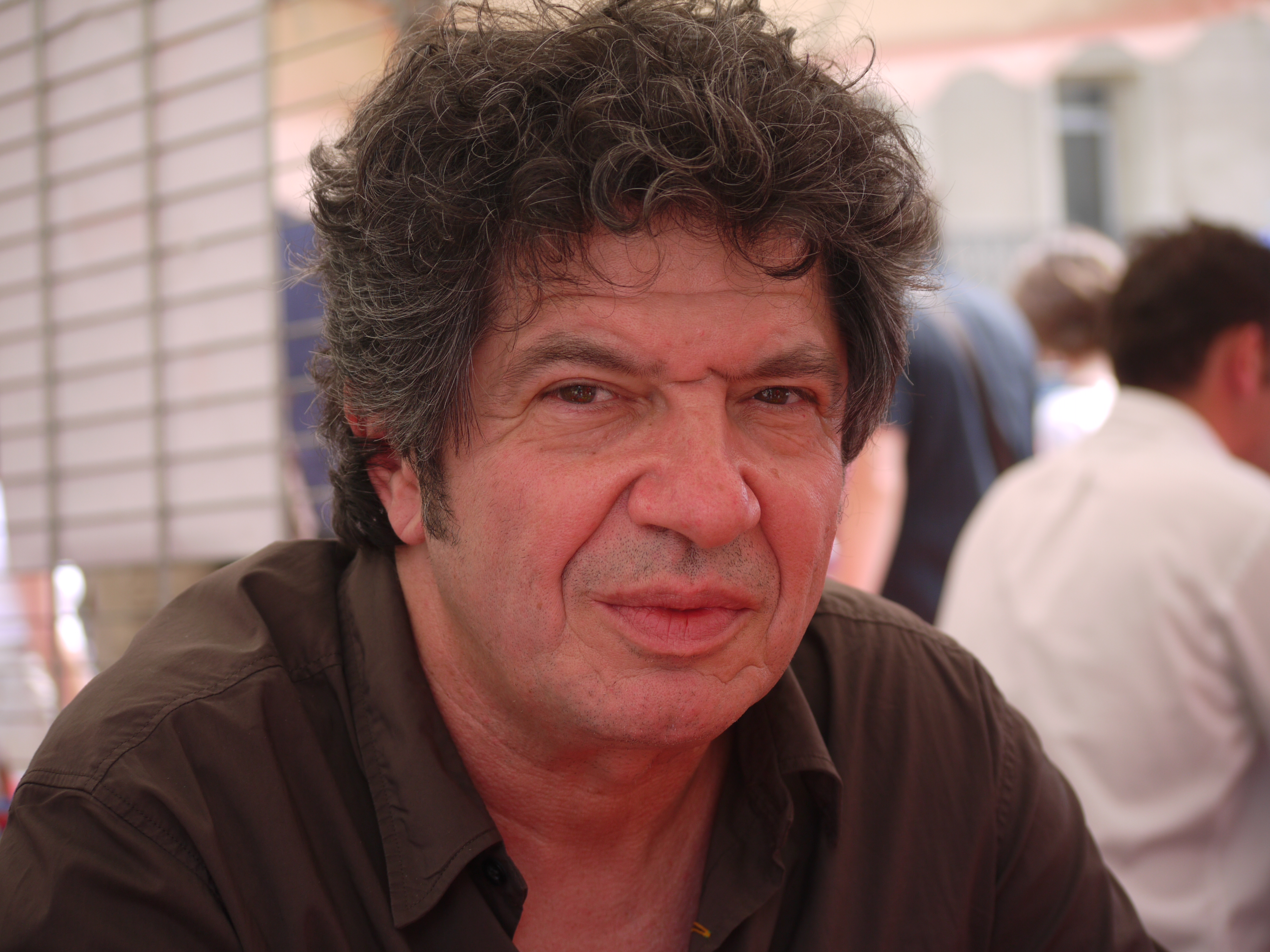
Lionnel Astier lors de la Comédie du Livre 2010 à Montpellier.

- Pouic-Pouic (coadaptation et mise en scène) : d'après la pièce Sans cérémonie écrite par Jacques Vilfrid avec la collaboration de Jean Girault.
- La nuit des Camisards (écriture) Éditions Alcide 2010. En octobre 2010, il reçoit le prix Cabri d'Or de l'Académie cévenole 2010[4].
- La Vengeance du démon déçu (écriture et mise en scène) Prod. Scène Nationale du Cratère théâtre d’Alès.
- Off Prime (épisodes 16 et 21)
- Kaamelott (L'escorte, L'enlèvement de Guenièvre, Mater dixit)
- Le Fou, la Dame et les Esprits (écriture) Prod. Atelier du Rhin, Colmar.
- Mayonesa (écriture et mise en scène) Prod. Atelier du Rhin, Manufacture, Colmar.
- Vestido de luces (écriture) Prod. Zinc Théâtre — Téatro Segura — Lima, Pérou
- Mort d’un critique (écriture et mise en scène) Prod. CDN de Bourgogne.
- Jekyll, solo monstrueux n° 2 (adaptation d’après Le Cas étrange du Dr Jekyll et de Mister Hyde de Robert Louis Stevenson) Prod. Impression d’acteur-CDN de Bourgogne.
- Mais qu’est-ce qu’on fait du violoncelle !? de Matéi Visniec (mise en scène) Prod. Centre culturel de Sarlat - Lucernaire
- Le Tigre de Murray Schisgal (mise en scène) Prod. Théâtre Les Déchargeurs - Paris.
- Le Misanthrope de Molière (mise en scène) Prod. Espace 600-Grenoble (Dir. Jean-Vincent Brisa)
- Frankenstein, solo monstrueux n° 1 (adaptation d’après Frankenstein ou le Prométhée Moderne de Mary Shelley) Prod. CDN de Bourgogne (Dir. Alain Mergnat)-CDN de Lyon (Dir. Jacques Weber).
- Rencontre avec un Homme Remarquable, le Dr Frankenstein (écriture et mise en scène) Prod. CDN de Bourgogne.
- Black Belton is back, le Pharaon du Rock est de retour (écriture et mise en scène) Prod. Eldorado - Lyon

## Doublage

### Film
- 1997 : Le Cinquième Élément : le vocoder ( ? ) (voix)

### Court métrage
● 2006 : Tong (ESMA) : Le Patron

### Jeu vidéo
- 2020 : Immortals Fenyx Rising : Zeus